# Banque de France
De Banque de France (BdF) is de centrale bank van Frankrijk.
De BdF maakt deel uit van het Europees Stelsel van Centrale Banken.

## Geschiedenis
- 1716 - John Law opent de "Banque Générale"
- 1718 - De Banque Générale wordt genationaliseerd en hernoemd naar "Banque Royale"
- 1721 - De bank crasht en de chief executive slaat op de vlucht
- 1800 - Stichting "Banque de France" door Napoleon Bonaparte
- 1803 - Op 14 april krijgt de nieuwe bank voor 15 jaar het alleenrecht om papiergeld uit te geven in Parijs.
- 1806 - Op 22 april wordt bij wet het Centraal Comité opgeheven. Het wordt vervangen door een gouverneur en twee afgevaardigd gouverneurs, alle drie aangewezen door de keizer.
- 1808 - Een decreet van 16 januari bepaalt de statuten van de bank, die geldig bleven tot 1936. Door het decreet van 6 maart 1808 kon de bank het voormalige herenhuis van de graaf van Toulouse in de rue La Vrillière in Parijs aankopen als hoofdzetel.[2]
- 1808–1936 - Het bankpapier geldt als wettelijk betaalmiddel. Er komen bijkantoren.
- 1936–1945 - Nationalisatie
- 1973 - Herschrijven van de statuten
- 1993 - Een ingrijpende hervorming zorgde voor voldoende onafhankelijkheid van de dagelijkse politiek in haar opdracht te zorgen voor prijsstabiliteit. Dit maakte mee de EMU mogelijk.
- 1998 - Integratie in het Europees Stelsel van Centrale Banken